# 서강동 (서울)
서강동(西江洞)은 서울특별시 마포구의 행정동이다.

## 위치
서강동은 중심에 주민들이 휴식할 수 있는 녹지공간인 와우산이 위치하고 있으며, 서강대교와 서울 지하철 6호선이 지나는 교통의 요충지로서, 재건축, 재개발이 활발히 진행 중이다. 관내에 홍익대학교, 서강초등학교가 있으며, 서강대, 연세대 및 여의도 등과 교통이 편리한 관계로 원룸 및 젊은층의 단독세대 거주자가 많은 지역이다.

## 역사
- 1955년 4월 18일 서강동부와 서강서부 동회를 통합하여 서강동 신설
- 1970년 5월 18일 서강동을 창전동과 상수동으로 분리
- 2007년 1월 1일 창전동과 상수동을 서강동으로 통합

## 법정동
- 창전동
- 당인동
- 하중동
- 상수동

## 교육
- 서울서강초등학교
- 홍익대학교

## 교통
- 서울 지하철 6호선
  - 상수역 -- 광흥창역
- 수도권 전철 경의·중앙선
  - 서강대역
- 서강대교

## 문화
- 와우근린공원

## 아파트
| 단지명                   | 건설사              | 시행사                           | 주소                            | 입주        | 비고             |
| ------------------------ | ------------------- | -------------------------------- | ------------------------------- | ----------- | ---------------- |
| 창전 삼성                | 삼성물산㈜ 건설부문 | 창전구역 주택개량재개발조합      | 마포구 서강로 95 (창전동)       | 1998년 6월  |                  |
| 래미안 밤섬 리베뉴 1단지 | 삼성물산㈜ 건설부문 | 상수1구역 주택재개발정비사업조합 | 마포구 독막로20나길 22 (상수동) | 2014년 10월 | 상수1구역 재개발 |
| 래미안 밤섬 리베뉴 2단지 | 삼성물산㈜ 건설부문 | 상수1구역 주택재개발정비사업조합 | 마포구 독막로20나길 21 (상수동) | 2014년 10월 |                  |
| 창전 현대홈타운          | 현대건설            | 창전동 지역주택조합              | 마포구 서강로 83 (창전동)       | 2005년 8월  |                  |
| 마포 태영                | 태영건설            | ㈜태영                           | 마포구 서강로3길 32 (창전동)    | 2003년 11월 |                  |
| 마포 웨스트리버 데시앙   | 태영건설            | 창전1구역 주택재건축정비사업조합 | 마포구 서강로9길 45 (창전동)    | 2019년 5월  | 창전1구역 재개발 |
| 상수 두산위브            | 두산산업개발        |                                  | 마포구 독막로18길 5 (상수동)    | 2004년 12월 |                  |
| 서강 쌍용예가            | 쌍용건설            |                                  |                                 | 2007년 11월 |                  |
| 서강 한진해모로          | 한진중공업 건설부문 |                                  |                                 | 2007년 12월 |                  |